# Heinkel He 319
L'Heinkel He 319 fu un aereo da caccia veloce bimotore, presumibilmente capostipite di una serie di sottoversioni multiruolo, sviluppato dall'azienda aeronautica tedesca Ernst Heinkel Flugzeugwerke AG nei primi anni quaranta e rimasto allo stadio progettuale.
Sviluppo del precedente caccia notturno Heinkel He 219, dal quale se ne distingueva per il diverso disegno dell'impennaggio, un classico monoderiva in sostituzione del bideriva del modello da cui derivava, fu l'unico dei diversi progetti indicati  come He P.1065 ad avere un iniziale sviluppo. Il progetto venne abbandonato in favore del Heinkel He 419.